# Dubriwka (Swjahel)
Dubriwka (ukrainisch Дубрівка; russisch Дубровка Dubrowka) ist ein Dorf im Westen der ukrainischen Oblast Schytomyr mit etwa 2400 Einwohnern (2004).
Die 1585 erstmals schriftlich erwähnte Ortschaft liegt am Ufer der Smilka, einem 71 km langen Nebenfluss der Slutsch. Im Nordwesten von Dubriwka befindet sich die Bahnstation Radulyn an der Bahnstrecke Kelmenzi–Kalinkawitschy.
Am Dorf vorbei verläuft die Regionalstraße P-49 und die Territorialstraße T–06–01.
Das ehemalige Rajonzentrum Baraniwka liegt 23 km südöstlich und das Oblastzentrum Schytomyr 97 km östlich vom Dorf.

## Verwaltungsgliederung
Am 10. August 2015 wurde das Dorf zum Zentrum der neugegründeten Landgemeinde Dubriwka (ukrainisch Дубрівська сільська громада/Dubriwska silska hromada), zu dieser zählten noch die 11 in der untenstehenden Tabelle aufgelisteten Dörfer, bis dahin bildete es zusammen mit den Dörfern Krassulja, Pjatyritschka und Sirka die gleichnamige Landratsgemeinde Dubriwka (Дубрівська сільська рада/Dubriwska silska rada) im Westen des Rajons Baraniwka.
Am 17. Juli 2020 kam es im Zuge einer großen Rajonsreform zum Anschluss des Rajonsgebietes an den Rajon Swjahel.
Folgende Orte sind neben dem Hauptort Dubriwka Teil der Gemeinde:
| Name                     | Name        | Name                       |
| ukrainisch transkribiert | ukrainisch  | russisch                   |
| ------------------------ | ----------- | -------------------------- |
| Chyschiwka               | Хижівка     | Хижовка (Chyschowka)       |
| Hlynjanka                | Глинянка    | Глинянка (Glinjanka)       |
| Krassulja                | Красуля     | Красуля                    |
| Mokre                    | Мокре       | Мокрое (Mokroje)           |
| Radulyn                  | Радулин     | Радулин (Radulin)          |
| Sabara                   | Забара      | Забара                     |
| Sakrynytschtschja        | Закриниччя  | Закриничье (Sakrinitschje) |
| Selenyj Haj              | Зелений Гай | Зелёный Гай (Seljony Gai)  |
| Sirka                    | Зірка       | Зирка                      |
| Stowpy                   | Стовпи      | Столпы (Stolpy)            |
| Weresna                  | Вересна     | Вересна                    |

## Persönlichkeiten
- Gordei Iwanowitsch Lewtschenko (russisch Гордей Иванович Левченко 1897–1981), sowjetischer Admiral